# B–26 Marauder
A Martin B–26 Marauder egy kétmotoros amerikai közepes bombázó volt a második világháború idején, melyet a Glenn L. Martin Company gyártott. Először a csendes-óceáni hadszintéren került bevetésre 1942 elején, de részt vett a földközi-tengeri harcokban és a nyugati fronton is Európában.
Miután az U.S. Army rendszerbe állította, hamarosan elnyerte a "Widowmaker" (Özvegycsináló) gúnynevet az első széria gépeit fel- és leszálláskor gyakran ért balesetek miatt. A Maraudernél a fel- és leszálló sebességet igen pontosan tartani kellett, különösen a földet éréskor és ha az egyik motor leállt. Ha az előírt 241 km/h leszállósebességnél lassabban értek földközelbe, a gép hajlamos volt az átesésre és lezuhant.
A B–26 biztonságosabb lett miután a pilóták pótkiképzést kaptak és néhány műszaki újítást is végrehajtottak (beleértve a fesztáv és az állásszög megváltoztatását a jobb felszállási teljesítmény érdekében és nagyobb függőleges vezérsíkot és oldalkormányt). A változások után a repülőgépet a nyugati front legfontosabb bombázójaként jelölte meg az amerikai hadsereg légierője. A Marauder az USAAF bombázói közül a legkisebb veszteségeket könyvelhette el a második világháború folyamán.
A repülőgépből összesen 5288 darabot gyártottak le 1941 február és 1945 márciusa között, ebből 522 darab a Brit Királyi Légierő és a Dél-Afrikai Légierő kötelékében repült. 1947-ben, amikor az Amerikai Egyesült Államok Légiereje levált a hadseregről és független fegyvernemmé alakult, a Martin B–26 gépeket kivonták a szolgálatból. A kivonást követően 1947-től 1966 májusáig a B–26 típusjelet a Douglas A–26 Invader-je viselte.

## Tervezés és fejlesztés
1939 márciusában a United States Army Air Corps kiadta a 39-640 számú körlevelét, melyben egy új kétmotoros bombázót specifikált 560 km/h legnagyobb sebességgel 4800 km hatótávval és 910 kg bombateherrel. A Glenn L. Martin Company 1939. július 5-én benyújtotta a „Martin 179. modell” jelű tervjavaslatát, melyet a Peyton M. Magruder vezette csoport készített. Mivel ez a terv felülmúlta a versenytársakét, a Martin kapott megbízást 201 repülőgép gyártására, melynek a légierő a B–26 típusjelet adta. A B–26-nak az első vázlatoktól a bevetésre kész bombázóig körülbelül két évre volt szüksége. 1940 szeptemberében további 930 gépet rendeltek még a kész gép első felszállása előtt.

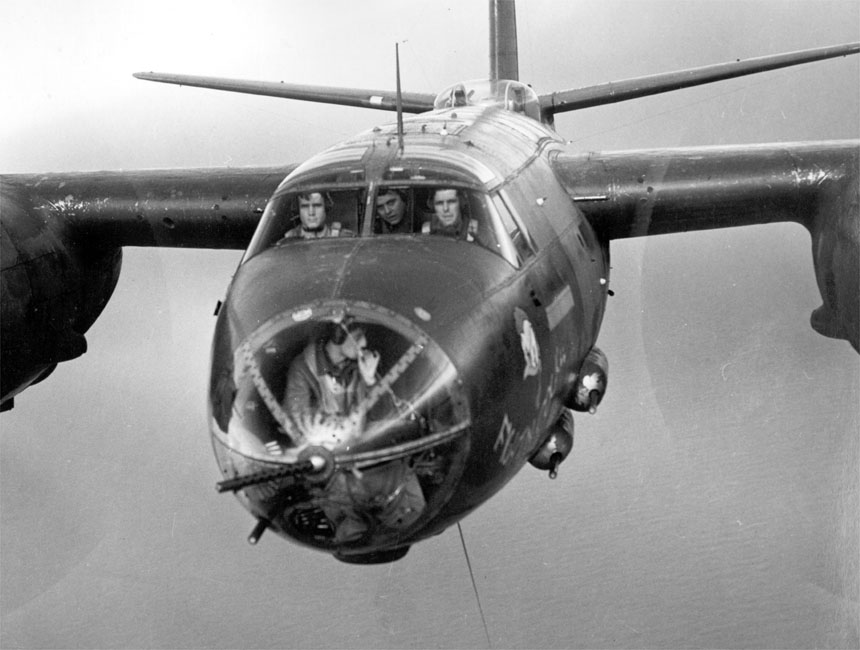
Egy Martin B-26C repülés közben

A B–26 vállszárnyas monoplán, teljesen fémszerkezetű repülőgép volt, orrkerekes futóművel. Áramvonalas, körkeresztmetszetű törzsében a legénység kapott helyet. A bombázó az orrban foglalt helyet, aki egyúttal kezelte a 7,62 mm kaliberű géppuskát is. A pilóta és a másodpilóta egymás mellett ült, a rádiós és navigátor pedig a hátuk mögött. Hátrább egy lövész kapott helyet az Egyesült Államok első motoros forgatható lőállásában, mely egy 12,7 mm-es ikergéppuskával volt felszerelve, egy további 7,62 mm-es géppuska a gép farkában kapott elhelyezést. A törzsben két bombakamra kapott helyet legfeljebb 2600 kg bomba tárolására, bár az ilyen nagy bombateher jelentősen csökkentette a gép hatótávolságát, ezért a hátsó bombakamrába általában bombák helyett kiegészítő benzintankot helyeztek. A repülőgépet két Pratt & Whitney R–2800 Double Wasp csillagmotor hajtotta, négyágú légcsavarokkal. A motorok a szárny alá függesztett gondolában kaptak helyet. A hajtóműveket a Ford Deaborn motorgyár készítette a Minnesota állambeli Deabornban. A szárny oldalviszonya viszonylag nagy és egy ekkora tömegű repülőgéphez képest viszonylag kis szárnyfelülete volt, ez eredményezte a gép jó repülési teljesítményét, de egyben a nagy (259 kg/m² az első változatnál) felületi teljesítményt is eredményezett, ami a korabeli amerikai légierő gépei között a legnagyobb érték volt.
Az első B–26 William K. Ebel berepülőpilóta vezetésével 1940. november 25-én szállt fel, ez volt a prototípus. A második repülőgépet már a gyártósorról szállította ki a gyár a harcoló egységekhez 1941 februárjában. 1941 márciusában a hadsereg gyorsított szolgálati próbáknak vetette alá a gépet Ohióban, a Patterson légitámaszponton.

## Balesetek
Mivel a B–26 gyors repülőgép volt, nagyobb teljesítménnyel, mint a korabeli B–25 Mitchell, viszonylag kis szárnyfelülete és a nagy felületi terhelése következtében váratlanul nagy leszállási sebességet igényelt a terheléstől függően. Legalább két korai gépnek a túl kemény leszállás következtében megsérült a főfutója, motorgondolája, légcsavarja és törzse. A típus felszállását rövid időre letiltották 1941 áprilisában, hogy kivizsgálják a balesetek eredetét. Az okot megtalálták: az egyik az elégtelen sebesség leszállásnál, ami átesést okozott, a másik a rossz súlyelosztás. Ez utóbbit a géppuska-torony hiánya okozta: a Martin motoros torony még nem készült el.
Néhány legkorábbi sorozat gépének az orrkereke összecsuklott. Ennek fő oka a rossz súlyelosztáson kívül a reteszelés hibája is lehetett, mivel többször kis sebességgel gurulás közben történt a baleset. Az időközben elkészült géppuska-tornyot később több korábbi gépbe is beépítették. A Martin gyár magasabb függőleges vezérsíkkal és átalakított faroklövész állással is kísérletezett 1941 folyamán.
A Pratt & Whitney R-2800 motor üzembiztos volt, de a Curtiss elektromos légcsavar-állásszög állító berendezés nagyon gondos karbantartást igényelt. Egyes esetekben emberi mulasztás és meghibásodás következtében a légcsavar üresjárási helyzetbe ugrott, ennek következtében a légcsavar "megfutott" vagyis fordulatszáma hirtelen megnőtt. A jelenség erős zajjal járt és azzal a veszéllyel, hogy szétrepülnek a légcsavarlapátok. A hirtelen teljesítményvesztés különösen fenyegető volt felszállás közben.
Mindössze két végzetes balesetet jegyeztek fel a Martin B–26 első éve alatt: az egyik gép lezuhant röviddel a felszállás után, valószínűleg motorhiba miatt, a másik gépnek nagy magasságban eltörött a függőleges vezérsíkja és az oldalkormány letörött, ezt a balesetet feltehetően a kabintető leválása okozta.
A B–26 nem kezdő pilótáknak való repülőgép volt. Sajnos a háború okozta pilótahiány miatt sok viszonylag tapasztalatlan repülő ült a gép pilótaülésébe, emiatt a balesetek száma megnőtt. Ugyanez ismétlődött, amikor sokkal gyakorlottabb pilóták feszegették a gép teljesítményének határait. 1942-ben egy ideig a személyzet úgy hitte, hogy a gép nem képes egyetlen hajtóművel repülni, de ezt Jimmy Doolittle és más gyakorlott pilóták megcáfolták.

## Szolgálatban

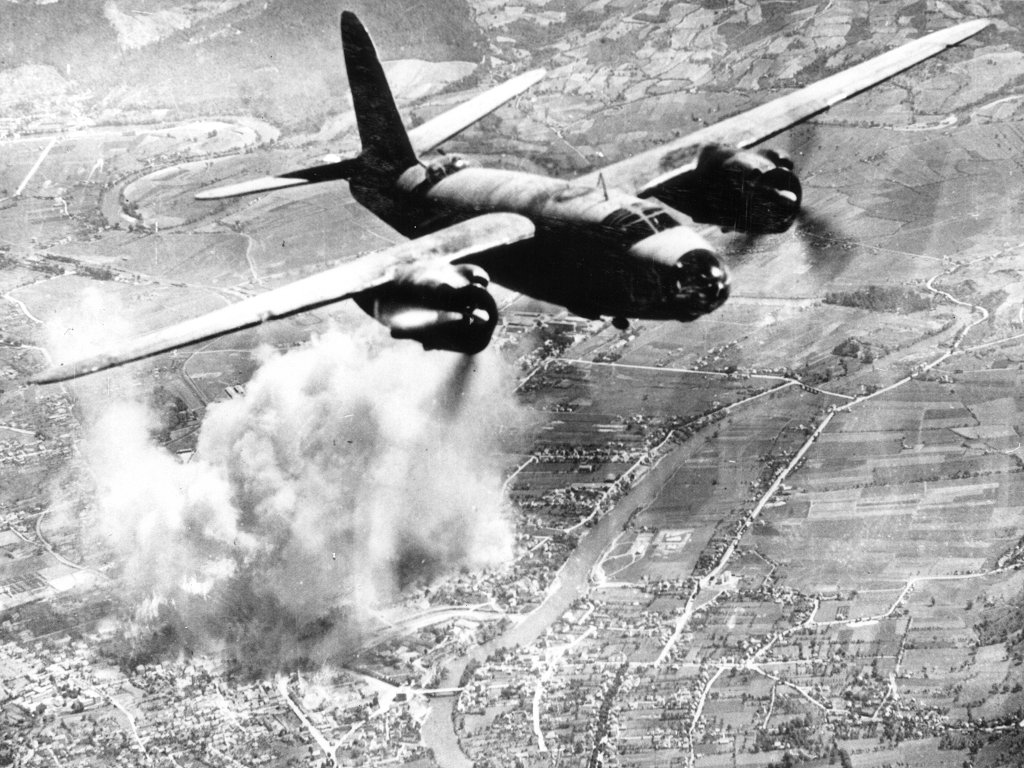
A Royal Air Force egyik B-26-osa Banja Luka felett a második világháború idején

A B–26 Maraudert főleg az európai nyugati fronton vetették be, de alkalmazták a Földközi-tengeren és a Csendes-óceánon is. Új típusként ezen a hadszíntéren vetették be először nagy számban. Az első akciókban az üzemeltető alakulatok komoly veszteségeket szenvedtek, de ennek ellenére is ez volt az amerikai légierők egyik legsikeresebb közepes bombázója. Első bevetéseiket a japánok ellen hajtották végre 1942 tavaszától a dél-csendes-óceáni hadszíntéren, majd innen 1943 év végére kivezetésre kerültek, helyüket B–25 Mitchell, A–20 Havoc – majd később A–26 Invader – és B–24 Liberator típusokkal pótolták. A harci veszteségek pótlását és a továbbfejlesztett változatok átvételét követően, az európai hadszíntéren lettek bevetve, Észak-Afrikában, a Földközi-tenger térségében, valamint Franciaországtól Németországig.
A háború végéig ezek a gépek több mint 110 000 bevetésben vettek részt és mintegy 136 000 tonna bombát dobtak le. A gépeket az amerikaiakon kívül a brit, a szabad francia, és a dél-afrikai légierő is használta. 1945-re, amikor a gyártás befejeződött, 5266 példány épült meg.

### Csendes-óceáni hadszíntér
A típust a csendes-óceáni hadszíntéren az USAAF 5. légierejének 22. bombázó osztálya (négy századdal: 2., 19. és 33. bombázó század, és a 18. felderítő, mely később 408. bombázó század lett), valamint 13. légierejének 42. bombázó osztálya (hét századdal: 59., 70., 75., 76., 77., 390. és 40.), valamint a 38. és a 28. bombázó osztály üzemeltette, B–25 Mitchell-ekkel vegyes századokban.
A 22. osztály a B–26-osait 1941 nyarán vette át, intenzív gyakorlatokat novemberben folytattak. Tizenhat órával a Pearl Harbort érő támadás előtt érték el a műveleti bevetési képességüket. Ezt követően az osztály 44 gépét átvezényelték Virginiából a nyugati partra, a Mojave-sivatagi Muroc Army Air Field-re, ahol felderítő feladatokat láttak el és gyakorlatoztak. Az osztály az első repülő magasabbegység, amely teljes létszámában át lett telepítve Ausztráliába 1942 február–márciusában. Az ellátó állomány január 31-étől, a repülőgépek február elején lettek behajózva a honolului Hickam Fieldre, ahol felderítő őrjáratokat repültek, majd egy hónappal később, légi úton, több hullámban megérkeztek a Brisbane melletti RAAF Base Amberley támaszpontra (kb. 6800 km; az üzemanyag mennyiségét a bombatérbe épített tartállyal tudták megnövelni). Kicsivel később áttelepültek északabbra, Townsville körzetébe. Az első bevetést Rabaul ellen hajtották végre április 5-én, melyen egy repülőgépet vesztettek. Az osztály 18. felderítő századából 4 repülőgépet Hawaii-n hagytak, melyek aktív szerepet játszottak a június 4-i Midway elleni japán inváziós flotta ellen (torpedóvető bevetést hajtottak végre és megtámadták a különítmény Akagi repülőgép-hordozóját is; 1 repülőgépet vesztettek, 2 Zero-t lelőttek). Az osztály ezt követően másfél évig üzemeltette a típust. 1944 elejétől B–24 Liberatorokra szerelték át, február 11-én 22d Bomb Group, Heavy néven működtek tovább.
A 42. bombázó osztály típusátképzése hasonló ütemben haladt a 22-esekével, ők 1941 októberében vették át a repülőgépeket. A kiválasztott állomány az ohioi Patterson Fielden kapott tesztüzemeltetési oktatást, ezt követően az állomány a Martin üzemében vette át a repülőgépeket. A hadba lépést követően ezt az alakulatot is a muroc-i támaszpontra vezényelték, majd egyes alakulatait szétszórták a nyugati parton tengeri őrjáratokra. Később 1943 februárjától két-két század váltotta egymást a Salamon- és Russell-szigetekért vívott összecsapásokban (a 70. és a 75. rotációban a 69. és 390. századokkal). Elsősorban B–25-ösöket repültek, a Maraudert az 1943-as évig üzemeltették.
A 38. osztály 69. és 70. százada szintén alkalmazta a Marauder típust, 1941 novemberétől vették át a B–26B-ket. Az első balesete a 69-eseknek 1941. december 21-én történt: leszállás közben a 40-1472-es repülőgép a Jackson AAB reptéren összetört és a hatfős személyzet életét vesztette. 1942. május elején Kaliforniába települtek egy Hawaii-ba való áttelepüléshez. Június közepén a 69-esek Új-Kaledóniába, a 70-esek Fidzsi szigetére települtek, ezzel a 38. lett az első bombázó osztály, mely teljes állományával a dél-csendes-óceáni térségbe települt. Egy Marauder légi harcban igazoltan lelőtt egy japán H6K repülő csónakot. Bevetették őket a guadalcanali hadjáratban, felderítő és bombázó bevetéseket hajtottak végre. November–decemberben áttelepültek Guadalcanalra, majd csapást mértek a Salamon-szigeteknél a mundai japán támaszpontra is. A 69. század 1942 novemberében, a 70. század 1943 márciusában kezdte meg B–25-re a típusátképzést, átcsoportosítva a 42. osztályba.
A hadszíntérről a típus fokozatosan ki lett vezetve az B–25 javára, az utolsó „frontközvetlen” alakulat, amely repülte a típust a 22. bombázó osztály 19. százada volt, amely az új-guineai hadjáratok idején látott el közvetlen légi támogatást és hajtott végre csapásmérést japán célpontokra az ausztrál Townsville Garbutt Field-i támaszpontjáról. 1943 januárjában visszavonták őket és a repülőgépek nagyjavítás alá kerültek. Hadra foghatóak július közepétől váltak, immár Új-Guineára áttelepülve. Utolsó bevetésüket 1944. január 9-én hajtották végre. Ezt követően ők is Liberatorokra lettek átképezve.

## Műszaki adatok (B-26G)[14]

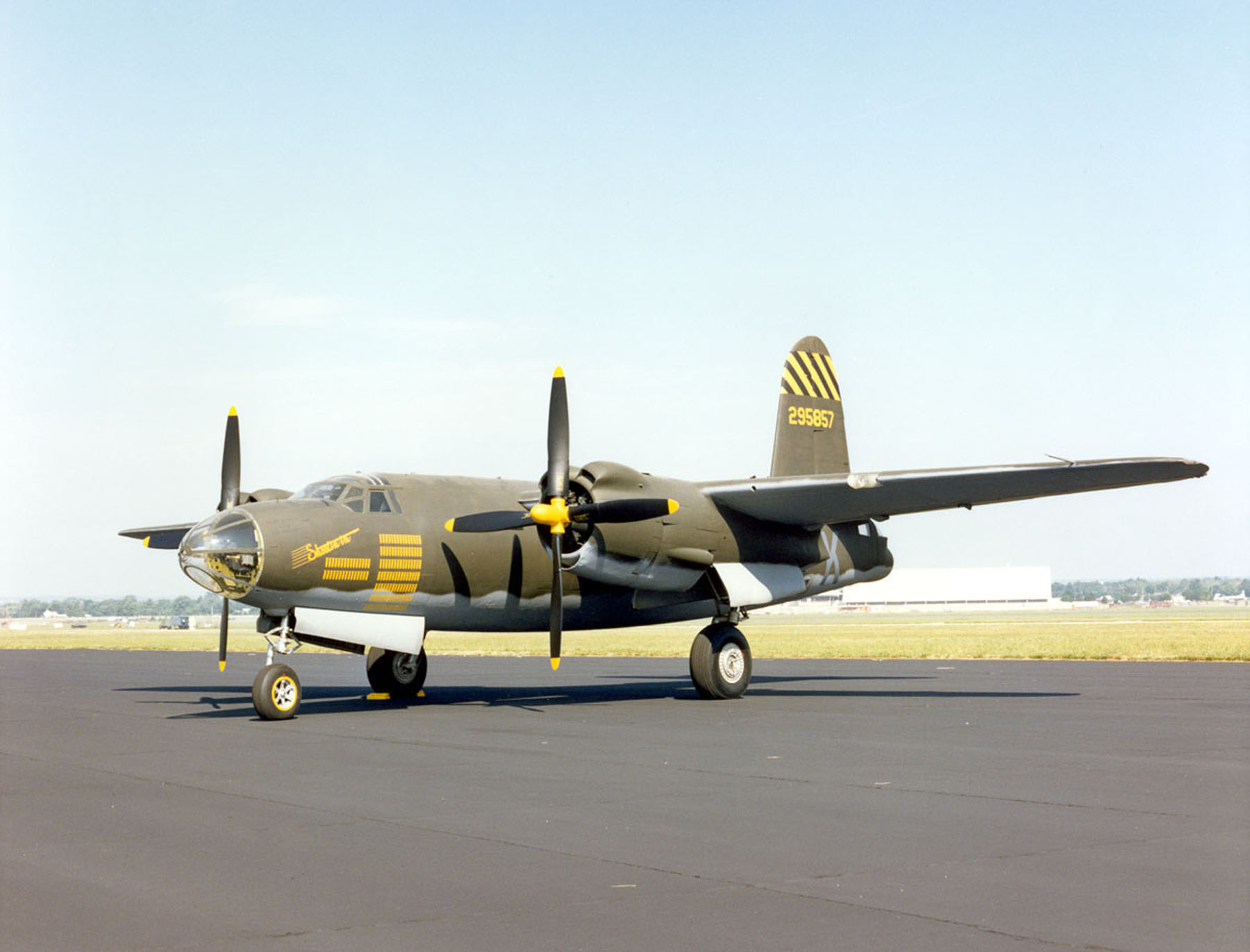
Martin B-26G-11-MA Marauder, 43-34581, a légierő múzeumában

- Személyzet: 7 fő (2 pilóta, bombavető, navigátor-rádiós, 3 géppuska lövész)

### Méretek
- Hossz: 17,8 m
- Fesztáv: 21,65 m
- Magasság: 6,55 m
- Szárnyfelület: 61,1 m²

### Tömeg
- Üres tömeg: 11 000 kg
- Terhelve: 17 000 kg

### Hajtómű
- Típus: 2 x Pratt & Whitney R–2800-43 csillagmotor
- Teljesítmény egyenként: 1900 LE (1400 kW)

### Repülési teljesítmények
- Legnagyobb sebesség: 460 km/h 1500 m magasságon
- Cirkálósebesség: 358 km/h
- Leszálló sebesség: 167 km/h
- Bevetési hatótáv: 1850 km 1350 kg bombateherrel és 4367 l üzemanyaggal
- Hatótáv cirkálósebességen 4590 km
- Csúcsmagasság: 6400 m
- Emelkedési sebesség: 6,1 m/s
- Felületi terhelés: 228 kg/m²
- Teljesítmény/tömeg: 170 W/kg

### Fegyverzet
- 12 x 12,76 mm űrméretű M2 típusú Browning géppuska
- 1800 kg össztömegű bomba